# Loch Hoil
Loch Hoil är en sjö i Storbritannien.   Den ligger i kommunen Perth and Kinross och riksdelen Skottland, i den norra delen av landet, 600 km norr om huvudstaden London. Loch Hoil ligger 579 meter över havet. I omgivningarna runt Loch Hoil växer i huvudsak blandskog.